# Конфликт в Кодорском ущелье (2006)
Конфли́кт в Кодо́рском уще́лье (груз. კოდორის კრიზისი, июль 2006 года) — военно-политический кризис, вызванный антиправительственными заявлениями грузинского полевого командира Эмзара Квициани. Последовавшая за этим спецоперация грузинской полиции и армии закончилась поражением мятежников и установлением полного контроля Грузии над регионом, куда по указанию президента Михаила Саакашвили переехал из Тбилиси Совет министров Автономной Республики Абхазия — «правительство Абхазии в изгнании».
Грузинские власти контролировали Кодорское ущелье до августа 2008 года. В ходе войны в Грузии абхазские и российские войска провели военную операцию, в результате которой Кодорское ущелье перешло под контроль Абхазии.

## Предыстория
Кодорское ущелье, населённое преимущественно сванами (субэтническая группа грузин), составляет около 15 % территории Абхазии. Во время грузино-абхазской войны (1992—1993) здесь были сформированы отряды сванского ополчения, воевавшие на стороне Грузии против абхазов. Наиболее влиятельным полевым командиром стал Эмзар Квициани, возглавлявший отряд «Монадире» («Охотник»). Во многом благодаря ему верхняя часть ущелья, административно входящая в состав Абхазии, осталась под контролем Грузии после того, как грузинские силы покинули остальную территорию Абхазии.
По условиям «Соглашения о прекращении огня и разъединении сил», подписанного грузинской и абхазской стороной 4 апреля 1994 года в Москве, грузинские войска требовалось вывести из Кодорского ущелья в места их дислокации за пределами Абхазии под контролем представителей миротворческих сил СНГ и наблюдателей ООН. Одновременно в Кодорском ущелье предусматривалось регулярное патрулирование миротворческими силами и международными наблюдателями.
Вопрос о контроле над Кодорским ущельем и присутствии здесь вооружённых сил и тяжёлых вооружений имел ключевое значение для обеих сторон конфликта, поскольку территория ущелья представляла собой удобный плацдарм для потенциального нападения на Абхазию. Местные полевые командиры признавали юрисдикцию грузинского правительства лишь формально. Фактически же Кодорское ущелье превратилось в неконтролируемую территорию. Отряд «Монадире», охранявший грузино-абхазскую линию разделения, с 1998 года считался батальоном ВС Грузии, но фактически подчинялся лично Квициани. С именем Квициани связывали периодические похищения в Кодорском ущелье сотрудников миссии ООН и высокопоставленных грузинских чиновников, происходившие в 1996—1999 годах. В 2001 году через Кодорское ущелье не без участия Квициани была предпринята попытка вторжения в Абхазию отряда чеченских боевиков Руслана Гелаева.
Позднее сваны негласно договорились с абхазами о ненападении и недопущении в верхнюю часть Кодори чужих вооружённых формирований. За это абхазы разрешали сванам вывозить сельхозпродукцию в Абхазию и оказывали им содействие в социальной сфере.
В 2003 году во время «Революции роз» Квициани поддержал Эдуарда Шеварднадзе и в декабре 2004 года указом нового президента Михаила Саакашвили был снят с должности уполномоченного президента в Кодорском ущелье, а в апреле 2005 года министр обороны Грузии Ираклий Окруашвили подписал распоряжение о расформировании его отряда «Монадире».

## Мятеж в Кодорском ущелье
Когда в июле 2006 года министр обороны Окруашвили приступил к осуществлению своего плана по разоружению и замене ополченцев в Кодорском ущелье на регулярные армейские части, Эмзар Квициани заявил о воссоздании отряда «Монадире» и объявил о неподчинении правительству Грузии, потребовав отставки руководителей МВД и Минобороны Вано Мерабишвили и Окруашвили, которые, по утверждению Квициани, чинили «произвол» против сванов и готовили их истребление. При этом Квициани угрожал акциями гражданского неповиновения, а в крайнем случае ‑ переходом к вооружённому сопротивлению. Власти расценили происходящее как мятеж.
Поздно вечером 24 июля на наблюдательном посту российских миротворцев недалеко от населённого пункта Худони была остановлена колонна из двух малых тягачей лёгкого бронирования (МТЛБ), автомобиля УАЗ и автомобиля «Нива». На этих машинах находилось до десяти военных полицейских и служащих Минобороны Грузии, вооружённых стрелковым оружием. В связи с тем, что движение бронетехники в зоне безопасности, установленной Московским соглашением о прекращении огня и разъединении сил от 14 мая 1994 года, являлось явным нарушением этого Соглашения, командование миротворческих сил приняло решение о задержании двух броневиков до совместного разбирательства. Впоследствии бронетехника была отпущена.
25 июля началась масштабная «полицейская спецоперация» с привлечением армейских подразделений. Утром через миротворческий пост в районе селения Худони прошли 43 грузовика «Урал» и «Камаз» и 12 автомобилей «Нива», в которых находилось более 800 военнослужащих. Колонну возглавляли руководители МВД и министерства обороны Грузии.
Заместитель главкома Сухопутных войск ВС РФ генерал-лейтенант Валерий Евневич заявил, что операция грузинских войск была начата без уведомления глав государств СНГ, по решению которых на территории Абхазии находятся Коллективные силы по поддержанию мира. В МИД РФ заявили, что происходящее в Кодорском ущелье затрагивает безопасность России: «Речь идёт о серьёзном нарушении Московского соглашения о прекращении огня и разъединении сторон от 1994 года. Этот район граничит непосредственно с российской территорией, и происходящее там затрагивает безопасность Российской Федерации».
Ближе к вечеру грузинская радиостанция «Имеди» сообщила о начале перестрелок в районе Кодори, что было подтверждено также в Минобороны России. Появление у границ Абхазии мощной войсковой группировки встревожило абхазские власти. Начальник генштаба минобороны Абхазии Анатолий Зайцев сообщил, что все подразделения вооружённых сил Абхазии приведены в повышенную боевую готовность, усилены группировка в Кодорском ущелье, горно-стрелковый батальон, разведка и артиллерия. К ущелью стянуты резервные бригады и погранвойска. Министерство иностранных дел Абхазии обратилось с жалобой на незаконные действия Грузии к МИД России и в ООН.
Силовые структуры Грузии быстро установили контроль над регионом. Сообщив, что Квициани и несколько десятков его сторонников блокированы в районе высокогорного села Верхняя Ажара, власти перешли от активных боевых действий к масштабным зачисткам. По сообщениям МВД, в результате обысков у населения были изъяты десятки автоматов, гранатомёты, большое количество боеприпасов и даже шесть ПЗРК «Стрела» и «Игла». В ночь на 27 июля грузинские военные обстреляли селение Чхалта, в котором жил Эмзар Квициани. Вертолёты нанесли удар по домам, принадлежащим Эмзару Квициани, его сестре Норе Квициани и её сыну Бачо Аргвлиани. Как передали грузинские СМИ, в результате этого обстрела была убита женщина.
Вечером 27 июля президент Грузии Михаил Саакашвили объявил о завершении операции в Кодори, после чего заявил о том, что в ущелье переедут правительство и парламент Абхазии в изгнании, находившиеся с 1993 года в Тбилиси.
Местонахождение Эмзара Квициани между тем оставалось неизвестным. Глава администрации президента Грузии Георгий Арвеладзе заявил, что полиция дала Эмзару Квициани и его сторонникам возможность выйти из села Чхалта, чтобы не пострадало мирное население, после чего тот скрылся в Абхазии. По утверждению источников в МВД Грузии, Квициани и остатки его отряда на Клухорском перевале встретили российские пограничники и сотрудники российских спецслужб, которые помогли ему переправиться сначала в Нальчик, а затем в Ставрополь. МВД Грузии объявило награду в размере 100 тысяч лари (58 тыс. $) за информацию о местонахождении Квициани и его племянника, бывшего «вора в законе» Бачо Аргвлиани.

## Переезд правительства Абхазии в изгнании
2 августа была завершена переброска в Кодорское ущелье многих членов правительства и парламента Абхазии в изгнании. Правительство Автономной Республики Абхазия разместилось в селе Чхалта, а Верховный Совет — в селе Ажара. Как стало известно СМИ из источника в МИД Грузии, с этого момента грузинское руководство намерено настаивать на включении в состав делегаций, ведущих переговоры с абхазской стороной, представителя «законных властей Абхазской автономной республики, которые находятся на территории Абхазии — в Кодорском ущелье». Именно это обстоятельство уже привело к срыву грузино-абхазских переговоров в рамках Координационного совета, которые должны были состояться 2 августа в Сухуми. Абхазская сторона заявила, что ни при каких обстоятельствах не сядет за стол переговоров, если за тем же столом окажутся представители «автономистов».
27 сентября, в День памяти и скорби, указом президента Грузии Михаила Саакашвили верхняя часть Кодорского ущелья была переименована в Верхнюю Абхазию.

## События в Кодорском ущелье и грузино-абхазский переговорный процесс
Ввод грузинских силовых подразделений в верхнюю часть Кодорского ущелья в июле 2006 г. фактически прервал процесс грузино-абхазских переговоров по вопросам гарантий безопасности, возобновившийся после смены власти в Грузии в результате «Революции роз».
13 октября 2006 года Совет Безопасности ООН принял резолюцию № 1716, в которой выразил озабоченность в связи с действиями грузинской стороны в Кодорском ущелье, призвав «грузинскую сторону обеспечить, чтобы ситуация в верхней части Кодорского ущелья находилась в соответствии с Московским соглашением и чтобы там не находилось никаких войск, которые не предусмотрены этим соглашением».